# Amel Bent
Pour les articles homonymes, voir Bent.
Amel Bent Bachir (en arabe : أمل بنت بشير), dite Amel Bent, est une chanteuse et actrice franco-algérienne, née le 21 juin 1985 à Paris 18e.
En 2004, sa participation à la saison 2 de l'émission Nouvelle Star, diffusée sur M6, la révèle au grand public. Elle se classe troisième de la compétition et sort, la même année, son premier album : Un jour d'été.
Elle est coach dans l'émission télévisée française de télé-crochet The Voice Kids de 2018 à 2019 et dans The Voice : La Plus Belle Voix de 2020 à 2023.

## Biographie

### Enfance et adolescence
Amel Bent naît le 21 juin 1985 à l'hôpital Bichat dans le 18e arrondissement de Paris, d'un père algérien et d'une mère marocaine qui se séparent lorsqu'elle a trois ans. Elle grandit dans la Cité des 4000 à La Courneuve, une commune d'Île-de-France.
Son beau-père est béninois. Elle a une demi-sœur, May, qui chante également. Elle a aussi un demi-frère, Ilies.
Officieusement, elle commence à mettre un pied dans la musique à la maison des jeunes de son quartier d'origine à La Courneuve.

### Début et carrière musicale

#### Nouvelle Star (2004)
En décembre 2003, après de nombreux castings infructueux en parallèle de ses études scientifiques, la tante d'Amel Bent l'inscrit aux sélections de l'émission de télévision française de télé-crochet diffusée sur M6 : Nouvelle Star. Sélectionnée par un jury de Lille, elle est éliminée lors des demi-finales et termine troisième. Sa prestation au cours de la compétition signe le début de sa carrière artistique.

#### Un jour d'été(2004-2006)
Son premier album, Un jour d'été, sort le 30 novembre 2004. Le premier single, Ma philosophie (coécrit avec la rappeuse Diam's), entre directement numéro 1 des classements et est nommé lors des Victoires de la musique 2006 dans la catégorie « Chanson originale de l'année ». L'album, qui comprend également le titre Ne retiens pas tes larmes, est certifié disque de platine.
Elle se produit à La Cigale à Paris le 12 novembre 2005.
En 2006, elle interprète Eye of the Tiger, reprise du groupe Survivor (bande originale du film Rocky 3, l'œil du tigre) pour la bande originale d'Astérix et les Vikings.

#### À 20 ans(2007-2008)

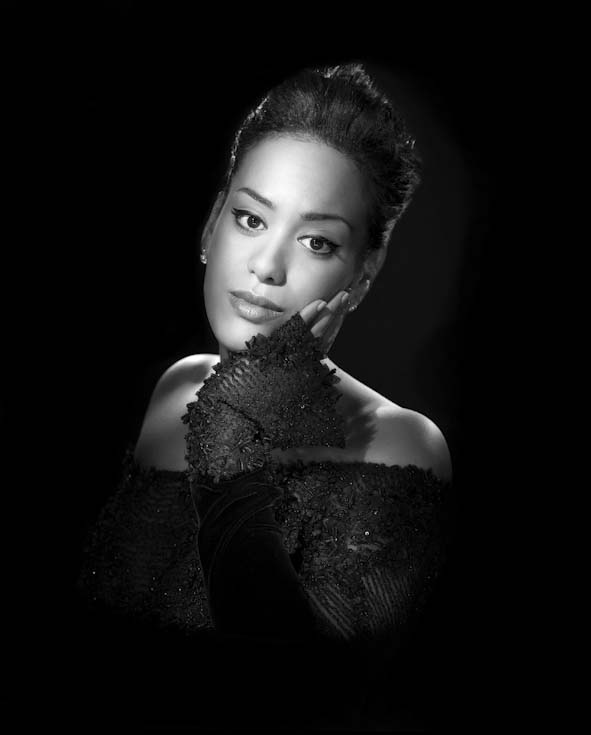
Amel Bent photographiée en 2008 par le Studio Harcourt.

En 2007, elle sort l'album À 20 ans. Nouveau Français est le premier single issu de l'album, écrit par Lionel Florence. Sorti lors de la campagne présidentielle en France, ce titre suscite des polémiques en raison de proximités supposées avec certains thèmes de campagne. Suivront ensuite les singles À 20 ans et Tu n'es plus là. Pascal Obispo et Charles Aznavour ont également participé à cet album, qui s'est vendu à plus de 200 000 exemplaires. Une tournée s'ensuit, durant laquelle une deuxième date parisienne est programmée au Bataclan, puis une troisième à La Cigale.
Elle enregistre en 2008 Vivre ma vie, version française de la chanson Walk away, pour la bande originale du film High School Musical 3.

#### Où je vais(2009-2010)
En 2009, Amel Bent est de retour avec le single Où je vais. L'album éponyme est un franc succès, puisqu'il se vend à plus de 150 000 exemplaires.
Le 4 mai 2010, elle donne un concert à l'Olympia, et clôture sa tournée le 18 décembre 2010 au Zénith de Paris, date qui affiche complet.
Elle participe au projet "Love me tender (Viva Elvis)"où 9 artistes féminines parmi lesquelles Dani Klein ou Thalia reprennent la chanson "Love me tender" en duo avec Elvis Presley (sortie : le 5 novembre 2010).

#### Délit mineur(2011)

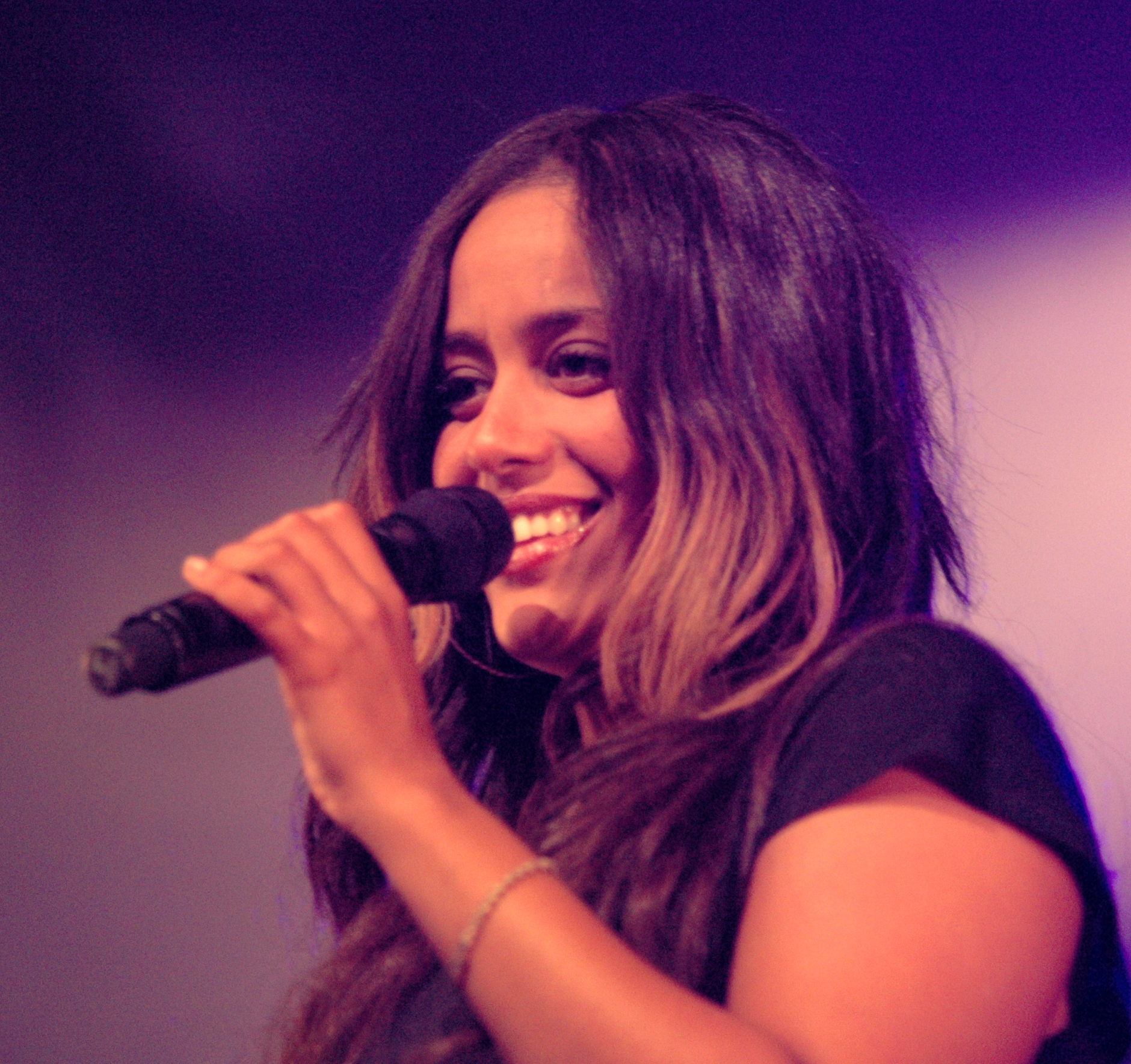
Amel Bent en 2011.

L'album Délit mineur sort le 28 novembre 2011, porté par les singles Je reste, écrit par Benoît Poher (membre du groupe Kyo), et Délit. L'album s'écoule à moins de 50 000 exemplaires. À la suite de cet échec, aucun concert n'est donné.
Elle devient le 25 mai 2011 marraine de l'association Huntington Avenir (avec Joël Bats) — œuvrant auprès des malades atteints de chorée de Huntington — à la manifestation Foot-Concert de laquelle elle participait depuis 2007.
Amel Bent devient également la marraine d'Always Unesco, un programme éducatif pour permettre aux femmes sénégalaises illettrées d'apprendre à lire.

#### Instinct(2012-2014)
En 2012, Amel Bent apparaît sur le titre À ma manière, extrait de l'album hommage à Dalida, Depuis qu'elle est partie, puis publie le single Ma chance. Elle est nommée aux NRJ Music Awards 2013 dans la catégorie « artiste féminine francophone de l'année ».
À l'automne 2012, elle participe à la troisième saison de Danse avec les stars sur TF1 avec pour partenaire le danseur professionnel Christophe Licata et termine deuxième de la compétition. Le 22 décembre 2012, elle participe à l'émission spéciale « Danse avec les stars » fête Noël et remporte la compétition.
En avril 2013, elle sort le single Quand la musique est bonne avec Soprano tiré de l'album Génération Goldman volume 2. Le 10 septembre 2013, elle dévoile le single Sans toi, puis apparaît en tant qu'invitée sur les titres Ti Amo T'es à moi pour le disque P.D.R.G. de Rohff, Mistral gagnant sur l'album Le Secret de Lara Fabian et Avant toi dans Ici et maintenant de Vitaa.
Le 24 février 2014, Amel Bent publie son 5e album, Instinct, qui contient les singles Ma chance, Sans toi et Regarde-nous. L'album se hisse à la 8e place des ventes en France à sa sortie mais ne s'écoulera finalement qu'à 25 000 exemplaires.
En juillet 2014, elle participe aux Fous chantants d'Alès, où elle interprète six chansons accompagnée de mille choristes amateurs.
Elle participe ensuite à l'album Aznavour, sa jeunesse qui rend hommage à Charles Aznavour.

#### Demain(2017-2019)
Fin 2016, son contrat avec la maison de disques Sony et son label Jive Epic prenant fin, Amel Bent signe avec Mercury, label d'Universal Music Group. Elle apparaît sur l'album de reprises On a tous quelque chose de Johnny où elle interprète Que je t'aime.
En octobre 2018, elle devient coach de la cinquième saison de The Voice Kids aux côtés de Jenifer, Patrick Fiori et Soprano, jusqu'en 2019.
Le 17 octobre 2017, elle donne naissance à une deuxième petite fille prénommée Hana.
Le premier single du sixième album de la chanteuse, Si on te demande qui signe son grand retour est écrit et composé par le chanteur Kerredine Soltani. Il sort le 27 avril, suivi par le titre Rien en duo avec le rappeur Alonzo. Le 19 décembre 2018, elle apparaît dans le clip De l'amour avec plus de 70 célébrités pour l'association Urgence homophobie,,.
Son sixième album, Demain, sort finalement le 17 mai 2019, accompagné d'une tournée, L'autre tour.

#### The VoiceetVivante(2020-2023)
En 2020, Amel Bent intègre l'équipe de The Voice en tant que jurée aux côtés de Marc Lavoine, Lara Fabian et Pascal Obispo.
Elle sort le titre Jusqu'au bout en collaboration avec la chanteuse Imen Es. Les deux artistes l’interprètent notamment lors de La Chanson de l'année 2020 diffusée sur TF1,.
Elle est « profiler » dans l'émission Good Singers diffusée sur TF1 le 21 août 2020.
Le 30 octobre 2020, elle dévoile le titre 1,2,3 réalisé en duo avec Hatik. En 2021, elle retrouve son rôle de coach dans la dixième saison de The Voice : la plus belle voix. Le duo avec Hatik (1,2,3), qui rencontre un certain succès sur les différentes plateformes,, est interprété sur le plateau de l’émission.
Le 2 juillet 2021, elle sort le single Le chant des colombes. Le 30 août, elle dévoile la tracklist de Vivante. Le 1er octobre 2021, elle publie son septième album en collaboration avec Imen Es, Hatik et Dadju, qui contient les singles Jusqu'au bout, 1,2,3 et Le chant des colombes. Pour la première fois de sa carrière, Amel Bent s'offre un numéro 1 au top album français avec cet album. Quelques mois plus tard l’album est certifié disque d’or (50 000 albums vendus).
En 2022 et 2023, Amel Bent retrouve son fauteuil dans l'équipe de The Voice pour les saisons 11 et 12.
Amel annonce à travers un post Instagram qu'elle souhaite prendre une pause, notamment à la télévision, pour se consacrer à l'écriture de son huitième album.

#### Minuit une(2025)
Début de l'année 2025, Amel Bent  annonce son grand retour avec un concert événement à l'Accor aréna en avril 2026. Pour l'occasion elle dévoile une nouvelle chanson accompagnée d'un clip Décharge mentale. Elle l'interprète notamment sur le plateau de C à vous en live avec un discours acclamé sur la charge mentale des femmes dans la société.
En février de la même année elle dévoile Triste le premier single de son huitième album Minuit une qui paraitra le 16 mai 2025. Elle fait également une apparition aux 40ème Victoires de la musique en remettant le prix de l'artiste féminine de l'année à Zaho de Sagazan.

### Autres apparitions
En 2006, Amel Bent intègre la troupe des Enfoirés sauf en 2024 .
Fin 2009, elle est la coach d'une chorale pour une émission de TF1 intitulée La bataille des chorales aux côtés de Patrick Fiori et Passi.

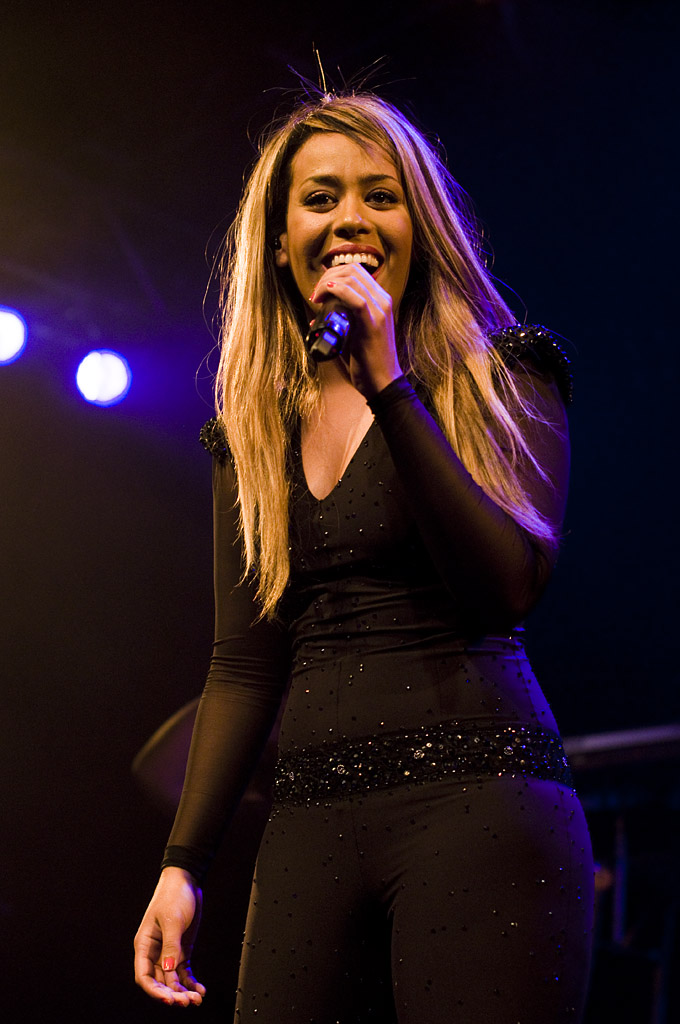
Amel Bent en 2010 à Lausanne.

Durant la fin de l'année 2010, Amel Bent est la marraine de l'émission Disney Channel Talents diffusé sur Disney Channel France qui a pour thème High School Musical.
En 2011, elle fait ses premiers pas de comédienne, en jouant le rôle d'une méchante prénommée Amale dans le téléfilm Affaires étrangères : Maroc, diffusé le 24 février 2011.
Fin 2011, elle prête sa voix pour le film d'animation Happy Feet 2 et participe à un épisode de la série Soda et Scènes de ménages.
En 2012, Amel Bent prête sa voix au film d'animation Clochette et le Secret des fées avec la chanteuse Lorie.
La même année, Amel Bent devient la nouvelle égérie de Weight Watchers et reprend la chanson de Zanini Tu veux ou tu veux pas.
Le 26 mars 2012, elle chante au Zénith de Lille avec d'autres artistes pour l'association de Rio Mavuba, Les Orphelins de Makala, et intègre le groupe « Génération Goldman ».
En 2013, elle intègre la troupe de Samedi soir on chante. Le premier prime, diffusé le samedi 19 janvier, rend hommage à Jean-Jacques Goldman. Elle reprend le titre Comme toi, ainsi que S'il suffisait d’aimer et Pour que tu m'aimes encore, cette fois en duo avec Chimène Badi.
Le samedi 15 juin, Johnny Hallyday l'invite à chanter un duo sur le titre Je te promets, à l'occasion de son concert à Bercy, pour ses 70 ans. Le show est retransmis en direct sur TF1.
En 2020, Amel Bent fait partie des trois cents célébrités unies dans la chanson Et demain ?, dédiée au personnel soignant afin de les remercier de leur travail et de leur bienveillance durant la difficile période de confinement due à la Covid-19.
En 2021, elle participe à l'émission Les stars voyagent dans le temps au Puy du Fou, au complexe de loisirs français Puy du Fou.
En novembre 2021, Amel Bent devient ambassadrice française pour Maybelline New York, à cette occasion elle soutient #bravetogether un programme initié par la marque de cosmétiques qui a pour but de sensibiliser, former et lutter contre l’anxiété et la dépression chez les jeunes.

## Vie privée
Amel Bent se marie le 15 juin 2015 à Neuilly-sur-Seine, avec Patrick Antonelli, né en 1977, propriétaire d'une auto-école. Ils ont deux filles, Sofia née le 4 février 2016 et Hana née le 17 octobre 2017. Le 4 avril 2022, le couple accueille son troisième enfant, un garçon prénommé Zayn.
Son mari a été poursuivi pour fraude au permis de conduire, notamment au profit de célébrités, parmi lesquelles les footballeurs Samir Nasri, Jérémy Ménez, Layvin Kurzawa mais aussi l'animateur de Canal+ Ali Baddou. Ils divorcent en raison de ces poursuites, pour que le principe de solidarité des dettes entre époux ne s'applique pas et qu'elle n'ait pas à payer les amendes dont il était menacé.
Le 8 mars 2022, Patrick Antonelli est condamné à quinze mois de prison pour avoir exercé illégalement la profession d'agent de sécurité et avoir bénéficié d'une aide de l'État pour la baisse d'activité pendant l'épidémie de Covid-19, alors qu'il n'y avait pas droit. Patrick Antonelli est incarcéré le 3 mai 2022 au centre pénitentiaire de Nanterre-Hauts-de-Seine.
En 2025, elle obtient la nationalité algérienne,.

## Filmographie
| Année | Film                                       | Rôle                        |
| ----- | ------------------------------------------ | --------------------------- |
| 2011  | Affaires étrangères                        | Amale                       |
| 2011  | Happy Feet 2                               | Gloria (voix)               |
| 2012  | Soda                                       | Demi-sœur de Slimane        |
| 2012  | Scènes de ménages : ce soir, ils reçoivent | Une infirmière              |
| 2012  | Clochette et le Secret des fées            | Cristal (voix)              |
| 2017  | Nos Chers voisins au ski                   | Daphné, nièce de M. Lambert |
| 2018  | Yéti et Compagnie                          | Meechee (voix)              |
| 2022  | Les sandales blanches                      | Malika Bellaribi            |
| 2023  | Je te promets                              | elle-même                   |
| 2023  | Les Trolls 3                               | Viva (voix)                 |
| 2025  | Ma frère                                   | Sabrina                     |

## Émissions de télévision
| Année     | Émission                             | Statut      | Parcours                      |
| --------- | ------------------------------------ | ----------- | ----------------------------- |
| 2004      | Nouvelle Star (M6)                   | Candidate   | Demi-Finaliste                |
| 2009      | La Bataille des chorales (TF1)       | Coach       | Éliminée                      |
| 2012      | Danse avec les stars (TF1)           | Candidate   | Finaliste (2e)                |
| 2013-2014 | Samedi soir on chante... (TF1)       |             | Membre de la troupe           |
| 2018-2019 | The Voice Kids (TF1)                 | Coach/jurée | Deuxième                      |
| 2018-2019 | The Voice Kids (TF1)                 | Coach/jurée | Gagnante                      |
| 2020      | Good Singers (TF1)                   | Coach/jurée | A perdu                       |
| 2020-2023 | The Voice : La Plus Belle Voix (TF1) | Coach/jurée | Troisième                     |
| 2020-2023 | The Voice : La Plus Belle Voix (TF1) | Coach/jurée | Quatrième                     |
| 2020-2023 | The Voice : La Plus Belle Voix (TF1) | Coach/jurée | Troisième                     |
| 2020-2023 | The Voice : La Plus Belle Voix (TF1) | Coach/jurée | Deuxième                      |
| 2021      | La Soirée extraordinaire (TF1)       |             |                               |
| 2023      | Visual suspect (TF1)                 | Candidate   | Gagnante (avec Claudia Tagbo) |

Amel Bent a également participé en tant qu'invitée aux émissions de Patrick Sébastien Les Années bonheur (à plusieurs reprises, dont en 2008, 2009 et 2011) et Le Plus Grand Cabaret du monde sur France 2 (émission de mars 2012 notamment).
Elle a participé en tant que candidate à l'émission Fort Boyard spécial Noël, présentée par Olivier Minne et diffusée le 25 décembre 2012 sur France 2.
Elle est une invitée récurrente de l'émission annuelle La Fête de la musique diffusée sur France 2 chaque année le 21 juin, jour de son anniversaire, notamment en 2008 (où elle interprète Tu n'es plus là) et en 2020 (où elle interprète Jusqu'au bout).
Depuis 2018, elle est une habituée de l'émission The Voice : La Plus Belle Voix sur TF1 en participant à 2 saisons de la versions kids (2018-2019) et 4 saisons (2020-2023) de la version adulte.

## Tournées
| Année(s)    | Nom            | Dates | Album soutenu |
| ----------- | -------------- | ----- | ------------- |
| 2005 - 2006 | Amel Bent Tour | 34    | Un jour d'été |
| 2008 - 2009 | Tour 2008      | 48    | À 20 ans      |
| 2010        | Tour 2010      | 33    | Où je vais    |
| 2013 - 2014 | InstincTour    | 77    | Instinct      |
| 2019 - 2020 | L'Autre Tour   | 31    | Demain        |
| 2022 - 2023 | Vivante Tour   | 48    | Vivante       |

## Distinctions
| Année | Récompenses                                             | Nomination                      | Résultat   |
| ----- | ------------------------------------------------------- | ------------------------------- | ---------- |
| 2005  | Meilleure chanteuse française                           | MTV Europe Music Awards         | Nomination |
| 2006  | Meilleure chanteuse française                           | European Border Breakers Awards | Lauréat    |
| 2006  | Révélation francophone                                  | NRJ Music Awards                | Nomination |
| 2006  | Révélation de l'année                                   | Victoire de la musique          | Lauréat    |
| 2006  | L'album révélation de l'année (Un jour d'été)           | Victoire de la musique          | Nomination |
| 2006  | La chanson originale de l'année (Ma philosophie)        | Victoire de la musique          | Nomination |
| 2007  | Meilleure artiste R'N'B                                 | L'année du Hip Hop              | Nomination |
| 2008  | Artiste féminine française de l'année                   | NRJ Music Awards                | Nomination |
| 2008  | Meilleure artiste R'N'B                                 | L'année du Hip Hop              | Nomination |
| 2010  | Artiste féminine française de l'année                   | NRJ Music Awards                | Nomination |
| 2012  | La chanson de l'année (Ma chance)                       | La Chanson de l'année           | Nomination |
| 2013  | Artiste féminine francophone de l'année                 | NRJ Music Awards                | Nomination |
| 2014  | Artiste féminine francophone de l'année                 | NRJ Music Awards                | Nomination |
| 2020  | Artiste féminine francophone de l'année                 | NRJ Music Awards                | Nomination |
| 2020  | Chanson francophone de l'année (Jusqu'au bout)          | NRJ Music Awards                | Nomination |
| 2020  | Collaboration francophone de l'année (Jusqu'au bout)    | NRJ Music Awards                | Nomination |
| 2021  | La chanson de l'année (1,2,3 avec Hatik)                | La Chanson de l'année           | Nomination |
| 2021  | Artiste féminine francophone de l'année                 | NRJ Music Awards                | Nomination |
| 2021  | Collaboration francophone de l'année (1,2,3 avec Hatik) | NRJ Music Awards                | Lauréat    |
| 2021  | Meilleur(e) artiste français(e)                         | MTV Europ Music Awards          | Lauréat    |
| 2022  | Artiste féminine francophone de l'année                 | NRJ Music Awards                | Nomination |